# Ałaszki Duże
Ałaszki Duże (biał. Алашкі Вялікія; ros. Алашки Великие) – wieś na Białorusi, w obwodzie witebskim, w rejonie szarkowszczyńskim, w sielsowiecie Stanisławowo.
Dawniej używana nazwa – Ałaszki Wielkie.

## Historia
W czasach zaborów w gminie Postawy, powiatu dzisieńskim, w guberni wileńskiej Imperium Rosyjskiego.
W dwudziestoleciu międzywojennym wieś leżała w Polsce, w województwie wileńskim, w powiecie duniłowickim, od 1926 w powiecie postawskim, w gminie Postawy, a następnie w gminie Woropajewo.
Według Powszechnego Spisu Ludności z 1921 roku zamieszkiwało tu 209 osób, 15 były wyznania rzymskokatolickiego a 194 prawosławnego. Jednocześnie 2 mieszkańców zadeklarowało polską a 207 białoruską przynależność narodową. Było tu 36 budynków mieszkalnych. W 1931 w 45 domach zamieszkiwało 220 osób.
Wierni należeli do parafii rzymskokatolickiej w Drozdowszczyźnie i prawosławnej w Rymkach. Miejscowość podlegała pod Sąd Grodzki w Postawach i Okręgowy w Wilnie; właściwy urząd pocztowy mieścił się w m. Połowo a najbliższy telefon w Woropajewie.